# Episodi di The Following (seconda stagione)
La seconda stagione della serie televisiva The Following, composta da 15 episodi, è stata trasmessa negli Stati Uniti dall'emittente Fox dal 19 gennaio al 28 aprile 2014.
In Italia, la stagione è andata in onda in prima visione dal 3 febbraio al 12 maggio 2014 sul canale pay Premium Crime, della piattaforma Mediaset Premium.
| nº | Titolo originale | Titolo italiano   | Prima TV USA     | Prima TV Italia  |
| -- | ---------------- | ----------------- | ---------------- | ---------------- |
| 1  | Resurrection     | Resurrezione      | 19 gennaio 2014  | 3 febbraio 2014  |
| 2  | For Joe          | Per Joe           | 27 gennaio 2014  | 10 febbraio 2014 |
| 3  | Trust me         | Madri e figli     | 3 febbraio 2014  | 17 febbraio 2014 |
| 4  | Family Affair    | Come una famiglia | 10 febbraio 2014 | 24 febbraio 2014 |
| 5  | Reflection       | Ossessione        | 17 febbraio 2014 | 3 marzo 2014     |
| 6  | Fly Away         | Un piano epico    | 24 febbraio 2014 | 10 marzo 2014    |
| 7  | Sacrifice        | Sacrificio        | 3 marzo 2014     | 17 marzo 2014    |
| 8  | The Messenger    | L'ascesa          | 10 marzo 2014    | 24 marzo 2014    |
| 9  | Unmasked         | Immortalità       | 17 marzo 2014    | 31 marzo 2014    |
| 10 | Teacher's Pet    | Redenzione        | 24 marzo 2014    | 7 aprile 2014    |
| 11 | Freedom          | Libertà           | 31 marzo 2014    | 14 aprile 2014   |
| 12 | Betrayal         | Tradimento        | 7 aprile 2014    | 21 aprile 2014   |
| 13 | The Reaping      | Il bene e il male | 14 aprile 2014   | 28 aprile 2014   |
| 14 | Silence          | Silenzio          | 21 aprile 2014   | 5 maggio 2014    |
| 15 | Forgive          | Perdono           | 28 aprile 2014   | 12 maggio 2014   |

## Resurrezione
- Titolo originale: Resurrection
- Diretto da: Marcos Siega
- Scritto da: Kevin Williamson

### Trama
Molly, dopo aver colpito Ryan e Claire, pugnala quest'ultima nuovamente; Ryan, raccogliendo tutte le forze che gli sono rimaste si avventa su Molly e la uccide spezzandole il collo. Giunto in ospedale Ryan, appena ripresosi apprende da Mike Weston che Claire è morta e rimane sconvolto. Un anno dopo questi fatti, nel giorno del primo anniversario della morte di Carroll, su una metropolitana vengono uccisi a colpi di pugnale dei passeggeri da uomini che indossano una maschera di Joe e inneggiano frasi come "Joe è vivo". Mike viene assegnato al caso, guidato da Gina Mendez, i due insieme a Ryan decidono di interrogare Lily Gray, unica sopravvissuta al massacro della metro, ma lei dice di non aver nulla da dire. Intanto in un appartamento Luke uccide una giovane ragazza, e dopo essere rimasto per un po' con il cadavere, lo veste con un abito bianco e lo abbandona su una panchina con vicino una copia de Il mare gotico, romanzo di Joe. Ryan afferma di non voler più collaborare con l'FBI, ma facendosi aiutare dalla nipote Max, si mette sulle tracce di Carlos, uno degli assassini della metro, riesce a introdursi in casa sua, ma se lo fa scappare. Carlos raggiunge la camera di un hotel, dove si incontra con Luke, Mark (gemello di Luke) e Giselle, qui rassicura i suoi compagni che non è successo nulla. Nella scena finale, in una casa sperduta, una ragazza, Mandy, chiama un uomo a vedere il telegiornale dove si parla dell'attacco alla metro, quest'uomo entra, ha la barba, ma si capisce benissimo che egli è Joe Carroll.
- Guest star: James McDaniel (Agente Ken Phillips), Carrie Preston (Judy Lang), Valerie Cruz (Agente Gina Mendez), Tehmina Sunny (Melissa Evans), Camille De Pazzis (Giselle), J. D. Williams (Carlos Perez), Susan Heyward (Hannah), Keith Carradine (Barry).
- Altri interpreti: Kyle Barisich (Agente Hopkins), Danny Fischer (Chris), Haley Higgins (Heather Clarke), Kevin Hoffman (Ben), Joyah Love Spangler (Bella), Manu Narayan (Reece).
- Non accreditati: Jennifer Ferrin (Molly), Jamil Mena (Marshal Santana).

## Per Joe
- Titolo originale: For Joe
- Diretto da: Joshua Butler
- Scritto da: Vincent Angell

### Trama
Joe vive con Judy, una prostituta sua ammiratrice e sua figlia Mandy, in una casa isolata sotto la falsa identità di un reduce di guerra tornato dall'Afghanistan, fratello di Judy. Una sera il reverendo locale Glenn entra in casa alla ricerca della prostituta, non trovandola. Il reverendo si autoinvita allora a vedere la tv con Joe e Mandy, proprio mentre è trasmessa sullo schermo una foto del serial killer; il reverendo capisce dunque la vera identità di Joe, che per non correre il rischio di essere scoperto lo uccide davanti a Mandy. Intanto Luke e Mark uccidono una coppia innocente, sempre in nome di Joe, e attirano Ryan a seguito di numerose chiamate a una festa di beneficenza dove è in programma un discorso di Lily Gray, unica sopravvissuta dell'attentato alla metro. Ryan capisce che è lei il nuovo obiettivo dei follower di Joe e dà l'allarme facendo scappare i due gemelli.
- Guest star: James McDaniel (Agente Ken Phillips), Carrie Preston (Judy Lang), Valerie Cruz (Agente Gina Mendez), C.J. Wilson (Reverendo Glenn Davis), Camille De Pazzis (Giselle), Sprague Grayden (Carrie Cooke), James McCaffrey (David Roland), J. D. Williams (Carlos Perez), Susan Heyward (Hannah).
- Altri interpreti: Josephine Huang (Kimmy Lee), Natalie Roy (Alice Fisher), Pete Postiglione (Carl Fisher), Mason Schneiderman (Ben Fisher).

## Madri e figli
- Titolo originale: Trust me
- Scritto da: Alexi Awley
- Diretto da: Liz Friedlander

### Trama
Joe rivela a Mandy e Judy il suo piano per abbandonare la casa di notte e tornare all'azione, ma quando Judy afferma di non essere pienamente in accordo con questi piani e soprattutto di non aver gradito l'omicidio del reverendo, Joe prova a strangolarla ma è fermato da Mandy. Carrol costruisce allora una falsa scena del crimine per nascondere ogni traccia, preparandosi a uccidere la prostituta, ma è fermato da Mandy che gli prende il coltello e si occupa lei di pugnalare a morte la madre. Nel mentre l'FBI guidata da Mendez riesce a stanare la casa in cui si nascondono alcuni follower tra cui Emma Hill e organizza un blitz che ha compimento proprio mentre la Hill è fuori per incontrare Mark, in questa azione dell'FBI perdono la vita tutte le follower che erano nell'appartamento fuorché una, che è incarcerata. Emma decide quindi di unirsi a Luke, Mark, Giselle e Carlos, quest'ultimo viene però subito eliminato da Luke. Ryan continua a vedersi con Lily, ma da queste loro conversazioni Hardy scopre, con l'aiuto di Mike, che la Gray sta mentendo e che è una dei follower di Joe. La donna però se ne accorge in tempo e riesce a fuggire, salendo su un’auto guidata da Luke che la saluta chiamandola mamma.
- Guest star: Valerie Cruz (Agente Gina Mendez), C.J. Wilson (Reverendo Glenn Davis), Carrie Preston (Judy Lang), Camille De Pazzis (Giselle), J. D. Williams (Carlos Perez), Susan Heyward (Hannah).
- Altri interpreti: Josephine Huang (Kimmy Lee), Gillian Glasco (Agente White), Ed Heavey (Agente Hawthorne), Kyle Barisich (Agente Hopkins), Montego Glover (Agente Lawrence).

## Come una famiglia
- Titolo originale: Family Affair
- Scritto da: Brett Mahoney
- Diretto da: Marcos Siega

### Trama
Lily, in fuga dopo aver ucciso due agenti federali alla galleria d'arte, si riunisce in una grande casa con la "famiglia", mentre Ryan continua le sue indagini personali con l'aiuto di sua nipote Max. Nel frattempo Carroll si reca dalla donna che avrebbe dovuto procurargli una nuova identità dopo la messa in scena della sua morte.
- Guest star: Leslie Bibb (Jana Murphy), Valerie Cruz (Agente Gina Mendez), James McCaffrey (David Roland), Camille De Pazzis (Giselle), Bambadjan Bamba (Sami), Susan Heyward (Hannah).
- Altri interpreti: Edgar Ribon (Agente Small), Kyle Barisich (Agente Hopkins), Montego Glover (Agente Lawrence), Nahanni Johnstone (Lisa), Hugues Faustin (Jamel), Rita Markova (Radmila), Shayne Coleman (Andrea).

## Ossessione
- Titolo originale: Reflection
- Scritto da: Lizzie Mickery
- Diretto da: Nicole Kassell

### Trama
Max segue Giselle fino a Stratford, mentre suo zio Ryan cerca di raggiungerle per scoprire dove si nasconde Joe Carroll. Intanto, nella villa, Lily Gray, presenta a Joe la sua famiglia di menti deviate.
- Guest star: Valerie Cruz (Agente Gina Mendez), Wendy Hoopes (Bella), Bambadjan Bamba (Sami), Camille De Pazzis (Giselle).
- Altri interpreti: Kyle Barisich (Agente Hopkins), Montego Glover (Agente Lawrence), Hugues Faustin (Jamel), Rita Markova (Radmila), Lexie Tompkins (Wendy Porter).

## Un piano epico
- Titolo originale: Fly Away
- Scritto da: Dewayne Jones
- Diretto da: Rob Seidenglanz

### Trama
Dopo la notte trascorsa insieme, Lily mostra a Joe il suo piano: fuggire in Venezuela e vivere in una villa sull'oceano come una grande famiglia. Nel frattempo Mike dice a Mendez di avere riconosciuto Carroll in un'immagine recente e le espone il sospetto che nell'FBI ci sia una talpa. Ryan viene medicato da Max, pronto a riprendere la sua personale caccia a Joe Carroll.
- Guest star: Valerie Cruz (Agente Gina Mendez), Bambadjan Bamba (Sami), Camille De Pazzis (Giselle).
- Altri interpreti: Kyle Barisich (Agente Hopkins), Montego Glover (Agente Lawrence), Rita Markova (Radmila).

## Sacrificio
- Titolo originale: Sacrifice
- Scritto da: Scott Reynolds
- Diretto da: Adam Davidson

### Trama
Joe, Emma e Mandy cercano rifugio nella comunità di Korban con l'obiettivo di costituire una nuova setta. Nel frattempo Lily, per vendicarsi, fa rapire Max da "Il Cacciatore", un serial killer che uccide le sue vittime entro 24 ore dal rapimento. Per Ryan inizia una nuova corsa contro il tempo. 
- Guest star: Jacinda Barrett (Julia), Valerie Cruz (Agente Gina Mendez), Lee Tergesen (Kurt/Il Cacciatore), Shane McRae (Robert), Jake Weber (Micah).
- Altri interpreti: Kyle Barisich (Agente Hopkins), Montego Glover (Agente Lawrence), John Lenartz (Richard Weston), Erika Rolfsrud (Shannon), Sawyer Barth (Chris).

## L'ascesa
- Titolo originale: The Messenger
- Scritto da: Alexi Hawley
- Diretto da: Marcos Siega

### Trama
Dopo la cerimonia funebre per il padre di Mike, il direttore dell'FBI, Tom Franklin, discute con Ryan sull'esistenza di una talpa nell'FBI e lo autorizza a indagare per scoprire la verità. Nel frattempo, nella comunità di Korban, Joe riesce a conquistare la fiducia di Micah.
- Guest star: Jacinda Barrett (Julia), Shane McRae (Robert), Sprague Grayden (Carrie Cooke), Gregg Henry (dott. Arthur Strauss), Jake Weber (Micah), Charles S. Dutton (Direttore Tom Franklin).
- Altri interpreti: Waymon Arnette (Eric), Owen Campbell (Cole), Jennifer Blood (Mrs. Weston).

## Immortalità
- Titolo originale: Unmasked
- Scritto da: Vincent Angell
- Diretto da: Nicole Kassell

### Trama
Ryan scopre che Gina Mendez ha violato l'accesso a dati riservati e sospetta sia lei la talpa all'interno dell'FBI. Emma, Robert e Lance si appostano nella libreria dove Carrie Cooke sta firmando le copie del suo libro e iniziano ad uccidere chiunque si trovi lì.
- Guest star: Leslie Bibb (Jana Murphy), Jacinda Barrett (Julia), Valerie Cruz (Agente Gina Mendez), Shane McRae (Robert), Sprague Grayden (Carrie Cooke), David Call (Lance Terney), Jake Weber (Micah), Aaron Lazar (Billy Boyer), John Lafayette (Marshal Scott Turner).
- Altri interpreti: Shayne Coleman (Andrea), Napiera Groves (Lisa), Julia Haubner (Carol).

## Redenzione
- Titolo originale: Teacher's Pet
- Scritto da: Brett Mahoney
- Diretto da: Marcos Siega

### Trama
- Guest star: Sprague Grayden (Carrie Cooke), Shane McRae (Robert), Emily Kinney (Mallory Hodge), Josh Salatin (Lucas), Theo Stockman (Patrick Trano), Felix Solis (Agente Jeffrey Clarke), Gregg Henry (dott. Arthur Strauss), Aaron Lazar (Billy Boyer), John Lafayette (Marshal Scott Turner), Mackenzie Marsh (Tilda), Pico Alexander (Joe da giovane).
- Altri interpreti: Kristina Klebe (Carla), Mark Morettini (John), Blair Sams (Kate), Laura Sametz (Valerie), Billy Marshall Jr. (Matthew).

## Libertà
- Titolo originale: Freedom
- Scritto da: Dewayne Jones
- Diretto da: Liz Friedlander

### Trama
- Guest star: Shane McRae (Robert), Sprague Grayden (Carrie Cooke), Josh Salatin (Lucas), John Lafayette (Marshal Scott Turner), Felix Solis (Agente Jeffrey Clarke), Florence Faivre (Serena), Mackenzie Marsh (Tilda), Liza de Weerd (Angela), Tom Patrick Stephens (Decklan), Tom Cavanagh (Pastore Kingston Tanner).
- Altri interpreti: Kristina Klebe (Carla), Ed Moran (Marshal Brad Daniels), Tyrone Mitchell Henderson (Marshal Keller), Christopher Stadulis (Marshal Jones), Joseph Midyett (Murph), Hunter Emery (Colin), Lipica Shah (Terri Burke).

## Tradimento
- Titolo originale: Betrayal
- Scritto da: Lizzie Mickery
- Diretto da: Marcos Siega

### Trama
- Guest star: Sprague Grayden (Carrie Cooke), Shane McRae (Robert), Josh Salatin (Lucas), Felix Solis (Agente Jeffrey Clarke), John Lafayette (Marshal Scott Turner), Carter Jenkins (Preston Tanner), Mackenzie Marsh (Tilda), Hannah Hodson (Ragazza), Liza de Weerd (Angela), Tom Cavanagh (Pastore Kingston Tanner).
- Altri interpreti: Veronica Dang (Jane Wong), Sam Varthos (Matt), Nathan Stark (Chad), Bridget Gabbe (Kelly), Willa Fitzgerald (Jenny), Ed Moran (Marshal Brad Daniels).

## Il bene e il male
- Titolo originale: The Reaping
- Scritto da: Megan Martin
- Diretto da: Joshua Butler

### Trama
Ryan si introduce nella comunità di Korban e, nascosto dietro maschera e mantello, assiste alla cerimonia in cui Joe chiede a Preston Tanner di uccidere Courtney, una delle dissidenti. Anche Lily Gray è sulle tracce di Joe: vuole trovarlo e vendicarsi.
- Guest star: Shane McRae (Robert), Sprague Grayden (Carrie Cooke), Felix Solis (Agente Jeffrey Clarke), Carter Jenkins (Preston Tanner), Mackenzie Marsh (Tilda), Connor Fox (Jason), Kaija Matiss (Courtney), Tom Cavanagh (Pastore Kingston Tanner).
- Altri interpreti: Slate Holmgren (Alistair Duncan).

## Silenzio
- Titolo originale: Silence
- Scritto da: Scott Reynolds
- Diretto da: Steve Shill

### Trama
Joe Carroll sta preparando un attacco finale di grande effetto con i suoi follower, ma quando capisce che Claire è ancora viva, manda Emma e Robert all'albergo dove le ha chiesto di sposarla e dove pensa che la troveranno. Claire è lì, nella speranza di ritrovare Joe.
- Guest star: Sprague Grayden (Carrie Cooke), Shane McRae (Robert), Felix Solis (Agente Jeffrey Clarke), Carter Jenkins (Preston Tanner), Geoffrey Cantor (Detective), Mackenzie Marsh (Tilda), Connor Fox (Jason), Ezra Knight (Roman), Liza de Weerd (Angela), Tom Cavanagh (Pastore Kingston Tanner).
- Altri interpreti: Walter Hudson (Padre McManus), Isabel Shill (Karyn), Adam Donshik (Marshal Doyle).

## Perdono
- Titolo originale: Forgive
- Scritto da: Kevin Williamson
- Diretto da: Marcos Siega

### Trama
Ryan organizza con l'agente Clarke l'irruzione nella chiesa. Nel frattempo chiama Claire, risponde Luke e scopre così che è nelle mani dei figli di Lily. Per salvarle la vita dovrà consegnare ai gemelli Joe Carroll. 
- Guest star: Felix Solis (Agente Jeffrey Clarke), Carter Jenkins (Preston Tanner), Mackenzie Marsh (Tilda), Connor Fox (Jason).
- Altri interpreti: Veronica Dang (Jane Wong), Michael Robertson (Tim).